# Светско првенство у атлетици у дворани 2018 — скок увис за жене
Скок увис у женској конкуренцији на 17. Светском првенству у атлетици у дворани 2018. одржан је 3. марта у Арени Бирмингем у Бирмингему (Уједињено Краљевство).
Титулу освојену у Портланду 2016 бранила је Вашти Канингам из САД.

## Земље учеснице
Учествовало је 13 такмичарки из 10 земаља.
1. Бугарска (1)
2. Италија (1)
3. Куба (1)
4. Русија (1)
5. САД (2)
6. Света Луција (1)
7. Уједињено Краљевство (1)
8. Украјина (2)
9. Чешка (1)
10. Шведска (2)

## Освајачи медаља
| Освајачи медаља  |                |               |  |  |  |  |
|                  |                |               |  |  |  |  |
|                  |                |               |  |  |  |  |
|                  |                |               |  |  |  |  |
| Марија Ласицкене | Вашти Канингам | Алесија Трост |  |  |  |  |
| Русија           | САД            | Италија       |  |  |  |  |

## Рекорди пре почетка Светског првенства 2018.
Стање на 1. март 2018.
| Рекорди пре почетка Светског првенства 2016. | Рекорди пре почетка Светског првенства 2016. | Рекорди пре почетка Светског првенства 2016. | Рекорди пре почетка Светског првенства 2016. | Рекорди пре почетка Светског првенства 2016. | Рекорди пре почетка Светског првенства 2016. |
| -------------------------------------------- | -------------------------------------------- | -------------------------------------------- | -------------------------------------------- | -------------------------------------------- | -------------------------------------------- |
| Светски рекорд                               | Кајса Бергквист                              | Шведска                                      | 2,08                                         | Арнштат, Немачка                             | 4. фебруар 2006.                             |
| Рекорд светских првенстава у дворани         | Стефка Костадинова                           | Бугарска                                     | 2,05                                         | Индијанаполис, Сједињене Државе              | 8. март 1987.                                |
| Најбољи резултат сезоне у дворани            | Марија Ласицкене                             | Русија                                       | 2,04                                         | Волгоград, Русија                            | 27. јануар 2018.                             |
| Европски рекорд                              | Кајса Бергквист                              | Шведска                                      | 2,08                                         | Арнштат, Немачка                             | 4. фебруар 2006.                             |
| Северноамерички рекорд                       | Шонте Хауард Лоу                             | Сједињене Државе                             | 2,02                                         | Албукерки, Сједињене Државе                  | 12. фебруар 2012.                            |
| Јужноамерички рекорд                         | Соланж Витевен                               | Аргентина                                    | 1,94                                         | Брно, Чешка Република                        | 9. фебруар 2000.                             |
| Афрички рекорд                               | Хестри Клуте                                 | Јужна Африка                                 | 1,97                                         | Бирмингем, Уједињено Краљевство              | 18. фебруар 2001.                            |
| Азијски рекорд                               | Светлана Залевскаја                          | Казахстан                                    | 1,98                                         | Самара, Русија                               | 2. март 2006.                                |
| Океанијски рекорд                            | Алисон Инверарити                            | Аустралија                                   | 1,97                                         | Торонто, Канада                              | 13. март 1993.                               |

### Најбољи резултати у 2018. години
Десет најбољих атлетичарки године у скоку увис у дворани пре првенства (1. марта 2018), имале су следећи пласман.
| 1. | Марија Ласицкене        | Русија           | 2,04 | 27. јануар  |
| 2. | Јулија Левченко         | Украјина         | 1,97 | 10. јануар  |
| 2. | Вашти Канингам          | Сједињене Државе | 1,97 | 18. фебруар |
| 4. | Леверн Спенсер          | Света Луција     | 1,95 | 13. фебруар |
| 4. | Мирела Демирева         | Литванија        | 1,95 | 3. фебруар  |
| 6. | Ирина Герашченко        | Украјина         | 1,93 | 25. јануар  |
| 6. | Михаела Груба           | Чешка            | 1,93 | 25. јануар  |
| 6. | Катарина Џонсон-Томпсон | Велика Британија | 1,93 | 9. фебруар  |
| 6. | Јулија Чумаченко        | Украјина         | 1,93 | 10. фебруар |

Такмичарке чија су имена подебљана учествују на СП 2016.

## Квалификациона норма
| Дворана | Отворено |
| ------- | -------- |
| 1,97    |          |

## Сатница
| Датум         | Време | Ниво   |
| ------------- | ----- | ------ |
| 1. март 2018. | 18:45 | Финале |

Сва времена су по локалном времену (UTC+1)

## Резултати

### Финале
Такмичење је одржано 1. марта 2018. у 18:45 по локалном времену.,
| Место | Атлетичарка       | Земља                | ЛР   | ЛРС  | 1,84 | 1,89 | 193 | 196 | 2,01 | 2,07 | Резултат | Белешка |
| ----- | ----------------- | -------------------- | ---- | ---- | ---- | ---- | --- | --- | ---- | ---- | -------- | ------- |
|       | Марија Ласицкене  | Русија               | 2,04 | 2,04 | о    | о    | o   | o   | xo   | xxx  | 2,01     |         |
|       | Вашти Канингам    | САД                  | 1,99 | 1,97 | о    | о    | xo  | xxx |      |      | 1,93     |         |
|       | Алесија Трост     | Италија              | 2,00 | 1,91 | xo   | o    | xo  | xxx |      |      | 1,93     | ЛРС     |
| 4.    | Морган Лејк       | Уједињено Краљевство | 1,94 | 1,90 | xxo  | o    | xo  | xxx |      |      | 1,93     | ЛРС     |
| 5.    | Јулија Левченко   | Украјина             | 1,97 | 1,97 | o    | xo   | xxx |     |      |      | 1,89     |         |
| 6.    | Мирела Демирева   | Бугарска             | 1,95 | 1,95 | o    | xxo  | xxx |     |      |      | 1,89     |         |
| 7.    | Ерика Кинси       | Шведска              | 1,93 | 1,92 | o    | xxx  |     |     |      |      | 1,84     |         |
| 7.    | Ирина Герашченко  | Украјина             | 1,95 | 1,93 | o    | xxx  |     |     |      |      | 1,84     |         |
| 7.    | Иника Макферсон   | САД                  | 1,94 | 1,91 | o    | xxx  |     |     |      |      | 1,84     |         |
| 10.   | Софи Ског         | Шведска              | 1,94 | 1,91 | xo   | xxx  |     |     |      |      | 1,84     |         |
| 10.   | Михаела Груба     | Чешка                | 1,95 | 1,93 | xo   | xxx  |     |     |      |      | 1,84     |         |
| 10.   | Леверн Спенсер    | Света Луција         | 1,95 | 1,95 | xo   | xxx  |     |     |      |      | 1,84     |         |
| 13.   | Јорхелис Родригез | Куба                 | 1,85 | 1,85 | xxo  | xxx  |     |     |      |      | 1,84     |         |